# Stenaspilatodes antidiscaria
Stenaspilatodes antidiscaria là một loài bướm đêm trong họ Geometridae.